# Oldřich Koníček
Oldřich Koníček (12. října 1886, Kutná Hora – 17. července 1932, Žehuň) byl český malíř-krajinář a figuralista, člen Spolku výtvarných umělců Mánes.

## Život
Oldřich Koníček se narodil do dobře situované rodiny kutnohorského právníka Františka Koníčka a jeho ženy Marie. Vzdělání získal na reálném gymnáziu v Kutné Hoře a na kladenské reálce. Zde jej značně ovlivnil pokrokový učitel kreslení Alois Bouda a Koníček se rozhodl pro uměleckou dráhu. V roce 1907 nastoupil na Akademii výtvarných umění v Praze (prof. Vlaho Bukovac) a už v roce 1908 představil některá svá raná díla v impresionistickém pastózním stylu na výstavě Krasoumné jednoty v Rudolfinu. V roce 1912 završil studium na AVU v Praze v krajinářské speciálce u prof. Rudolfa Ottenfelda.
V roce 1909 se krátce stal členem výboru Výtvarného odboru Umělecké besedy a byl autorem plakátu členské výstavy ve stejném roce. Avšak již v roce 1910 přestoupil do S.V.U. Mánes, kde se později stal autorem dvou členských výstavních plakátů. Zlomovým obdobím pro jeho tvorbu byl rok 1911, kdy Oldřich Koníček poprvé navštívil Paříž. V Paříži opakovaně vystavoval. V roce 1913 se stal členem Union Internationale des Beaux Arts et des Lettres.
Období první světové války prožil Oldřich Koníček na srbské a italské frontě jako důstojník rakousko-uherské armády. Po návratu do vlasti byl vyslán nově vzniklým Ministerstvem národní obrany do Itálie malovat významná bojiště československých legionářů (společně s malíři Angelo Zeyerem a Ladislavem Šímou).
V roce 1920 se Oldřich Koníček oženil s Marií Eliášovou, v průběhu let se manželům narodil syn Oldřich a dcera Krasava, kterou později opakovaně portrétoval. V roce 1925 se O. Koníček společně se sochařem Břetislavem Bendou podílel na výzdobě budovy ministerstva národní obrany v Praze-Dejvicích. Ve dvacátých letech Oldřich Koníček hojně vystavoval v Praze, jinde v republice i v zahraničí (např. Basilej, Bern, Curych, opakovaně Benátky, Řím, Vídeň, Lublaň, Bělehrad, Londýn, Bradford a Pittsburgh). Jeho obrazy byly zakoupeny do vlastnictví Moderní galerie Jugoslávie v Záhřebu, Galerie Arnold v Drážďanech a Muzea moderního umění André Malraux v Le Havru. V dobovém tisku se mu dostalo pochvalné pozornosti zejména od Jaromíra Pečírky. Spíše kriticky se k jeho tvorbě stavěl Josef Čapek, který mu ve svých referátech vyčítal nedostatek původnosti a silný vliv francouzských vzorů. Obrazy O. Koníčka byly opakovaně reprodukovány ve Volných směrech od r. 1915 (např. Bílé zátiší, Buttes Chaumonts, Prosinec, U Troje, Zima v Lomnici nad Popelkou, Most v Přerově a Ulice na vsi).
Velký úspěch zaznamenala jeho poslední výstava v Topičově salonu v září 1930. V Salonu (15. 11. 1930) byl publikován podrobný rozbor jeho díla od J. R. Marka doprovázený řadou i barevných reprodukcí (např. Tanečnice, Olše nad řekou, Le Dattier a Most na potoce). J. R. Marek hodnotil: "...obrazy jsou stavěny s rozvážností a úsporností, bez rušivých vedlejších efektů, jež by odváděly diváka od jádra motivu. Jednoduchost a hutnost kompozice je podložena těžkou barevností sytých temných tónů, zvláště modrých..."
Oldřich Koníček zemřel na vrcholu svých tvůrčích sil (po srdečním záchvatu) ve svých 45 letech v Žehuni na Kolínsku. Pohřben byl v rodinné hrobce v Kutné Hoře na Městském hřbitově za přítomnosti členů S. V. U. Mánes, jehož byl dlouholetým členem.

## Dílo
Raná díla, překvapivě vyzrálá, jsou ovlivněna impresionismem a neoimpresionismem, např. Koupání hochů (asi 1904), Jabloně v květu (1908) a Ve Stromovce (1908). K. M. Čapek-Chod kladně hodnotil jeho účast na výroční výstavě Krasoumné jednoty v r. 1908 a považoval jej za objev výstavy, který jako "homo novus... uhodl kouzelnou formuli imprese a její techniky" (Zvon, 35/1909, str. 558).
Zlomovým obdobím byl rok 1911, kdy Oldřich Koníček poprvé navštívil Paříž. Jeho tvorba se postupně zcela proměnila. Studoval zejména díla P. Cezanna, A. Deraina, H. Matisse a O. Friesze. Nový přístup jak k figurálním kompozicím, tak i ke krajině je možno pozorovat na obrazech Francouzské vinice (1912), Koupání (1912), Velké bílé zátiší (1913), Velká Danae (1914), Kotor (1916) a Vyhlídka z mé kanceláře (1916). V rakousko-uherské armádě O. Koníček, podobně jako Bohumil Kubišta, maloval i obrazy větších formátů pro své "nadřízené", které více ctí tradiční formu, např. Pohled na Boku Kotorskou (s věnováním, 1916).
Po návratu z první světové války byl vyslán Ministerstvem národní obrany do Itálie malovat významná bojiště československých legionářů. Zde strávil dva měsíce a přivezl z cesty více než čtyřicet pláten různých formátů. V roce 1936 jeden obraz z tohoto cyklu věnoval pro Památník osvobození Muzeu invalidů v Paříži. Později, za druhé světové války, několik děl zcizili němečtí okupanti. Současný cyklus zahrnuje 31 obrazů. Přestože výsledky této státní zakázky na různých bojištích I. sv. války byly uměleckou kritikou hodnoceny vesměs negativně, K. Teige hodnotil obrazy O. Koníčka a O. Nejedlého jako relativně nejlepší.
V první polovině dvacátých let se Koníčkova tvorba postupně odkláněla od expresivního výrazu (např. Vrchy v Rajnochovicích z r. 1920) a směřovala k neoklasicismu. Inspiroval se obrazy renesančních a klasicistních malířů, např. Sv. Jakub z Páchu (1921), Venuše - Boka Kotorská (1922), Koupání (1923), Zima ve starých Hlubočepích (1924) a Rybář s čeřenem (1925). Zejména v krajinářské tvorbě je marginalizována barevnost, obrazy potemňují a dominuje kresebná linie.
V letech 1925, 1927 a 1929 Koníček opakovaně cestoval do Francie, kde se dostával do kontaktu s díly M. Vlamincka a M. Utrilla. Závěrečná etapa jeho díla je spojena s odklonem od významu neoklasické linie, výraz obrazu je nesen harmonickou i expresivní barvou. Postupný posun ve výtvarném názoru směrem k expresivnějšímu výrazu, který lze pozorovat v posledních letech autorova života, je zřejmý při porovnání obrazů Z Dobřichovic (1929) a Podzim na Závisti (1930). Bezprostřední okouzlení atmosférou jižního francouzského mořského pobřeží vyjádřené v chutné barevné škále dobře reprezentují např. obrazy Zátoka (1929), Domky u Marseille (1929), Rybářská vesnice (1929) a Saint Tropéz I (1931).
Důležitým zdrojem informací o díle Oldřicha Koníčka je diplomová práce Moniky Merdové, která obsahuje i autorský (číslovaný) soupis díla.

## Samostatné výstavy
- 1920 - Oldřich Koníček: souborná výstava, Krasoumná jednota Dům umělců, Praha (38 prací)
- 1922 - Oldřich Koníček: Soubor prací z let 1920-1922, Mánes, Praha (38 prací)
- 1925 - Oldřich Koníček: Soubor prací z let 1924-1925, Mánes, Praha (34 prací)
- 1928 - Oldřich Koníček: Soubor prací z let 1926-1927, Mánes, Praha (41 prací)
- 1930 - Oldřich Koníček: Výstava obrazů, Topičův salon, Praha (28 prací)
- 1932 - Posmrtná výstava díla Oldřicha Koníčka, Mánes, Praha (96 prací)
- 1937 - Oleje a akvarely Oldřicha Koníčka, Galerie Hugo Feigl, Praha (60 prací)
- 1940 - Oldřich Koníček: Obrazy a kresby z pozůstalosti, Kronského galerie, Praha (76 prací)
- 1942 - Oldřich Koníček: Obrazy a grafiky, Salon Výtvarné dílo, Praha
- 1973 - Oldřich Koníček: Obrazy, kresby, Vlašský dvůr, Kutná Hora (72 prací)
- 1976 - Oldřich Koníček: Výběr z díla, Galerie U Řečických, Praha (75 prací)
- 1990 - Oldřich Koníček: Z italských bojišť, Rabasova galerie Rakovník, Rakovník

## Zastoupení ve sbírkách
- Národní galerie v Praze, obrazy Zátiší s rybou (1909), Rodina, Pont des Arts (1912), Koupající se muž (1919), Tanečnice (1922) a Městečko u Křivoklátu (1927)
- Galerie hlavního města Prahy, obrazy Koupání (1923), Ležící akt (1925), Sány u Poděbrad (1930) a Olše nad řekou (1930)
- Východočeská galerie Pardubice, obrazy Chudá ulice v Bělehradu (1914), Les na podzim (1921) a Potok v lese
- Moravská galerie v Brně, obrazy Koupání (1904), Rybář na řece a Putim (1928)
- Galerie moderního umění v Hradci Králové, obraz Podobizna sedícího muže
- Severočeská galerie výtvarného umění v Litoměřicích, studie Kamenný lom v Trentu (1919)
- Galerie výtvarného umění v Náchodě, obraz Krkonoše (1921)
- Galerie výtvarného umění v Ostravě, obraz Krajina
- Krajská galerie výtvarného umění ve Zlíně, obraz Cesta k moři (1930)
- Muzeum města Brna, obraz Kytice u okna
- Oblastní galerie v Liberci, obraz Alegorie září (1924)
- Oblastní galerie Vysočiny v Jihlavě, obraz Krajina u moře (1930)
- Památník národního písemnictví, obraz Mladá žena
- Vojenský historický ústav Praha, soubor obrazů Z italských bojišť
- Západočeská galerie v Plzni, obraz Autoportrét
- Galerie Felixe Jeneweina města Kutné Hory, obraz Na předměstí (1926)

## Galerie

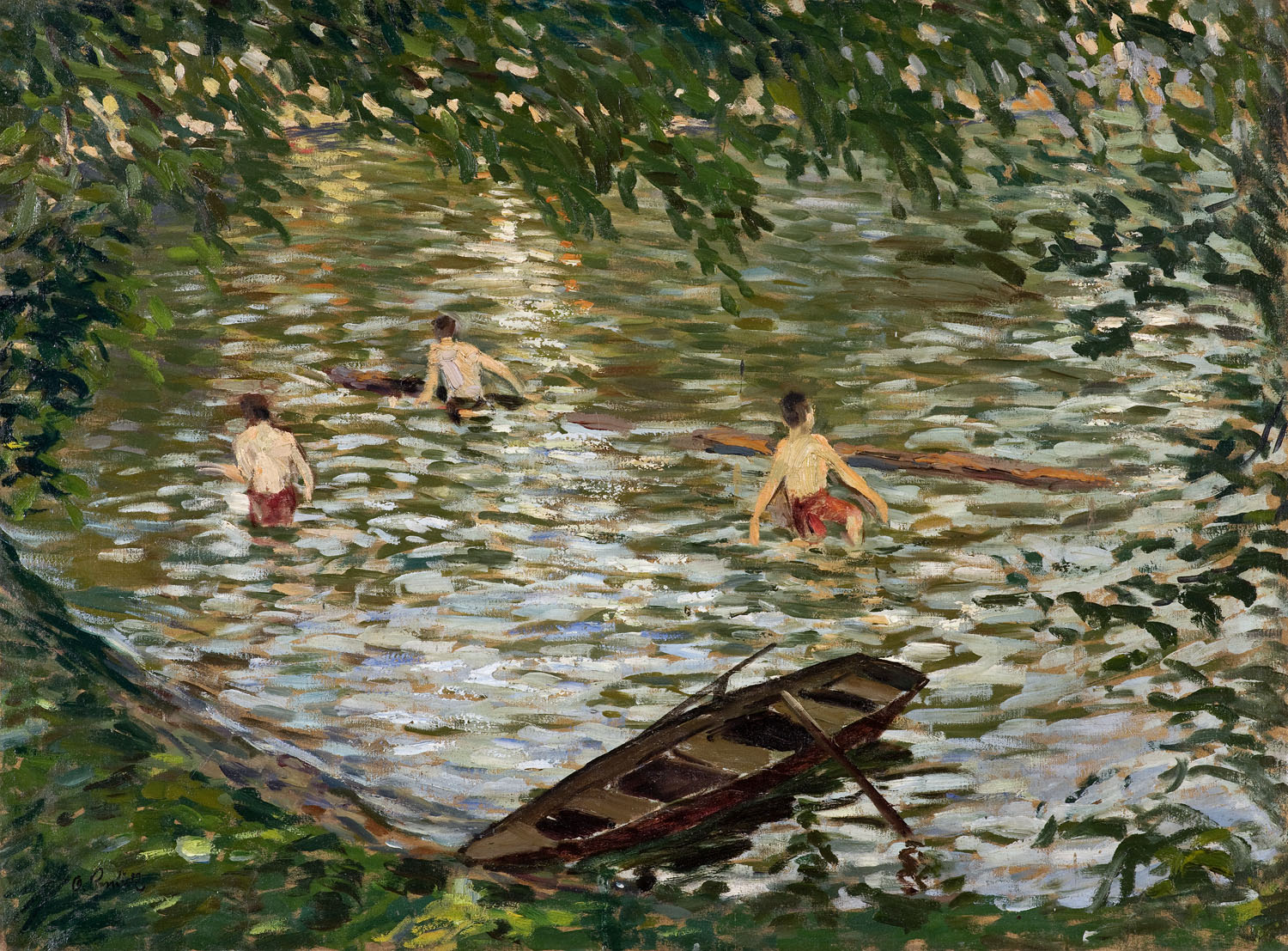
Oldřich Koníček Koupání hochů (kolem 1904)
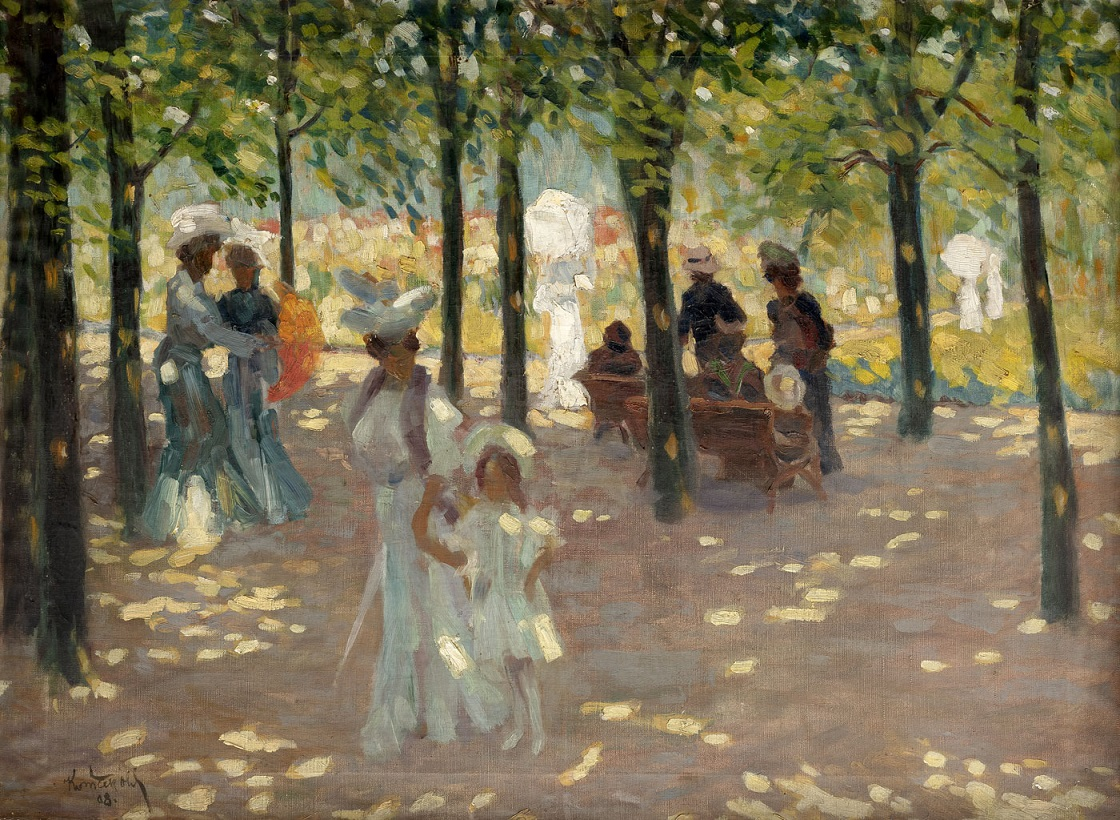
Oldřich Koníček Ve Stromovce (1908)
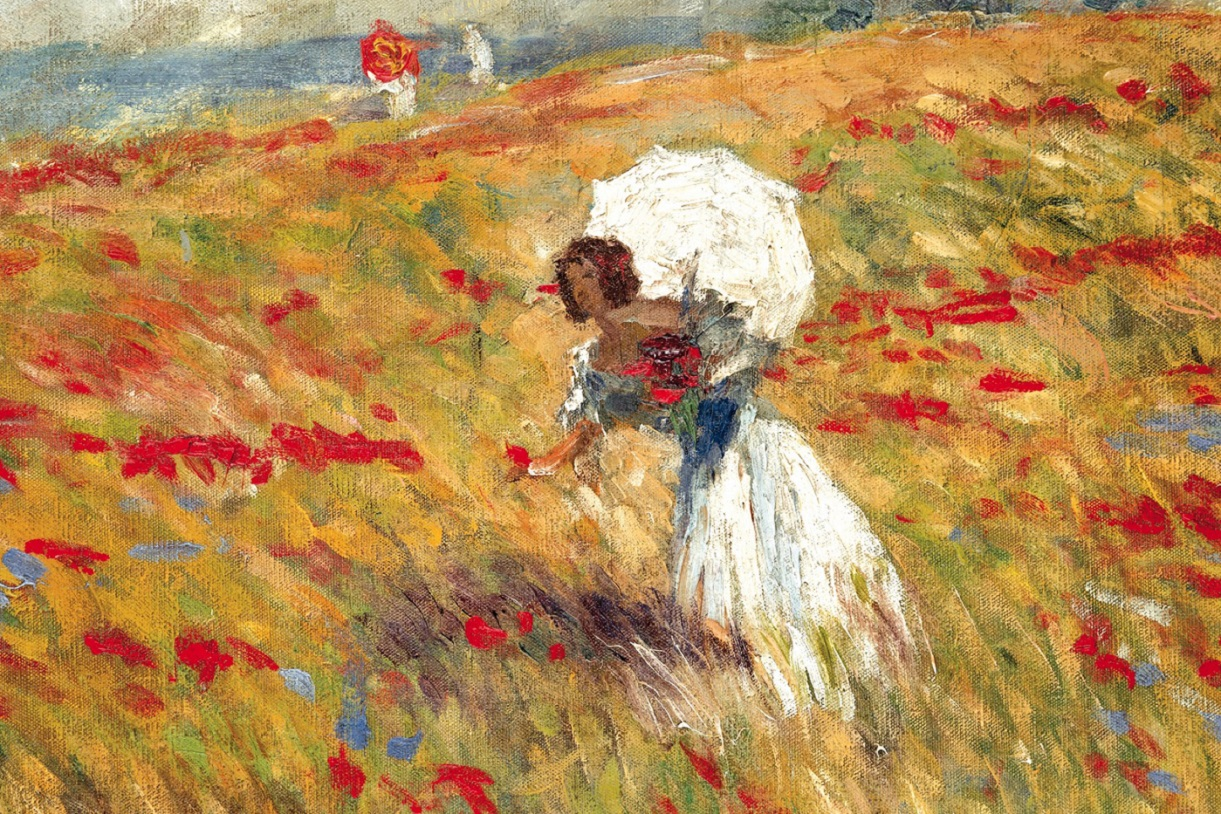
Oldřich Koníček Vlčí máky
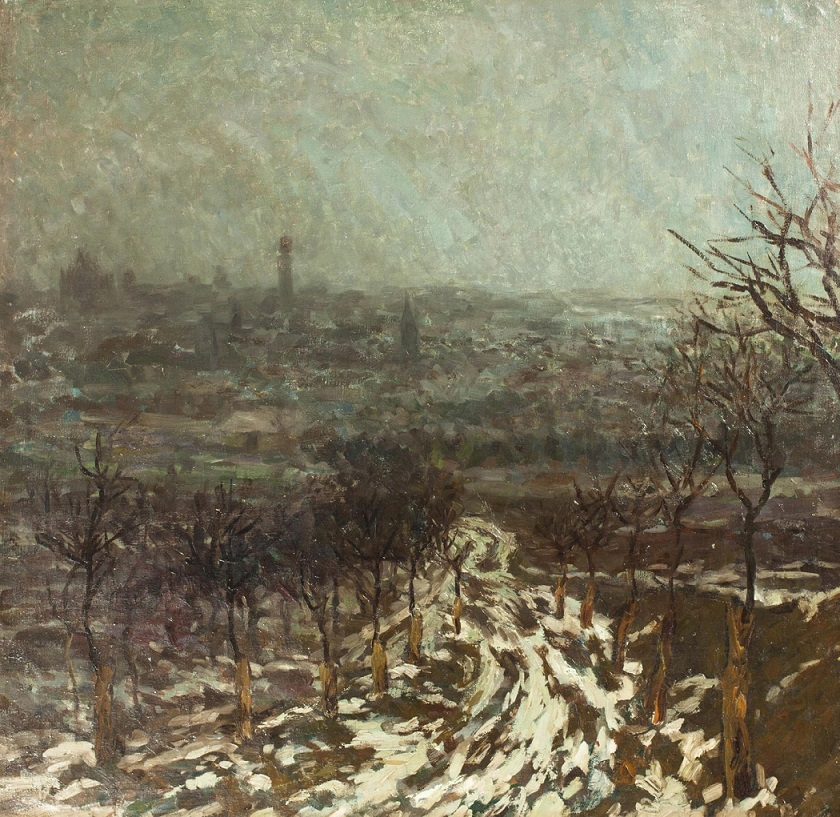
Oldřich Koníček Pohled na Kutnou Horu (1909)
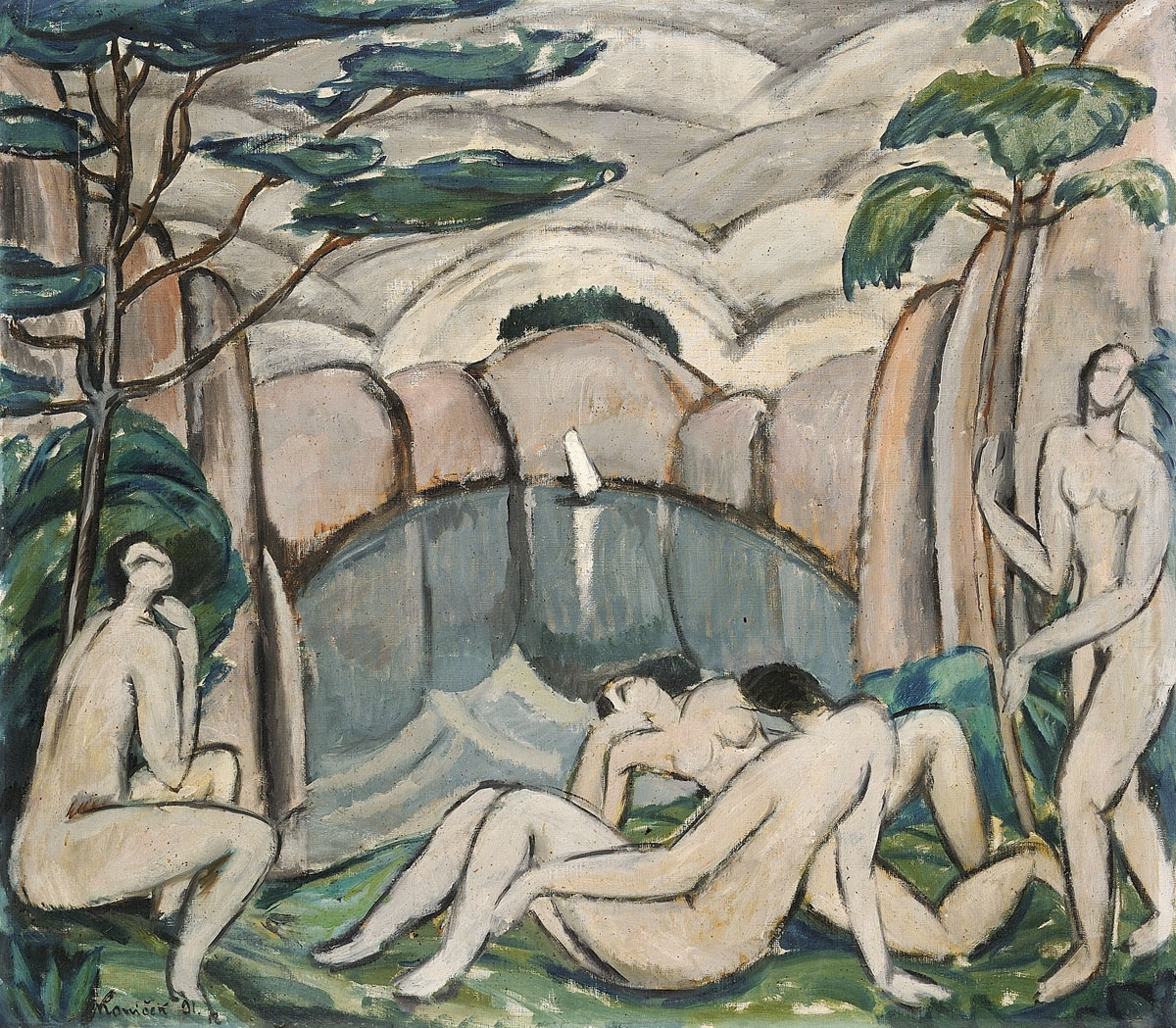
Oldřich Koníček Koupání (1912)
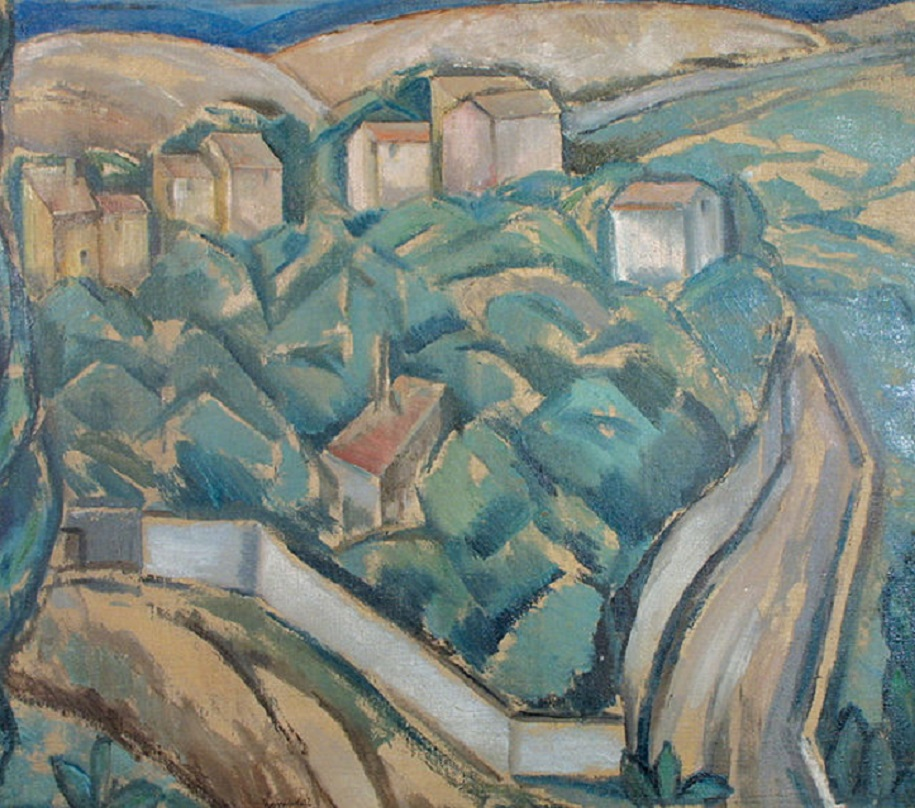
Oldřich Koníček Francouzské vinice (1912)
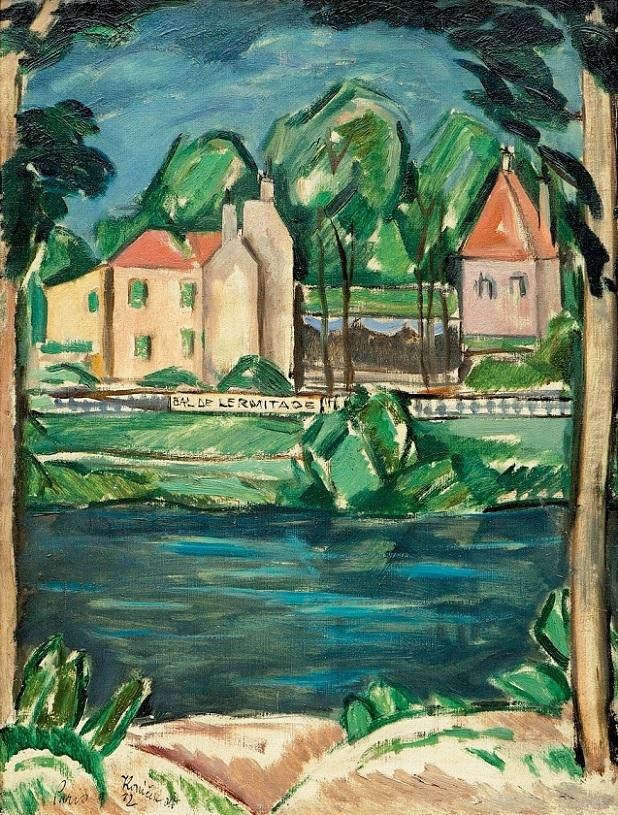
Oldřich Koníček Předměstí Paříže (1912)
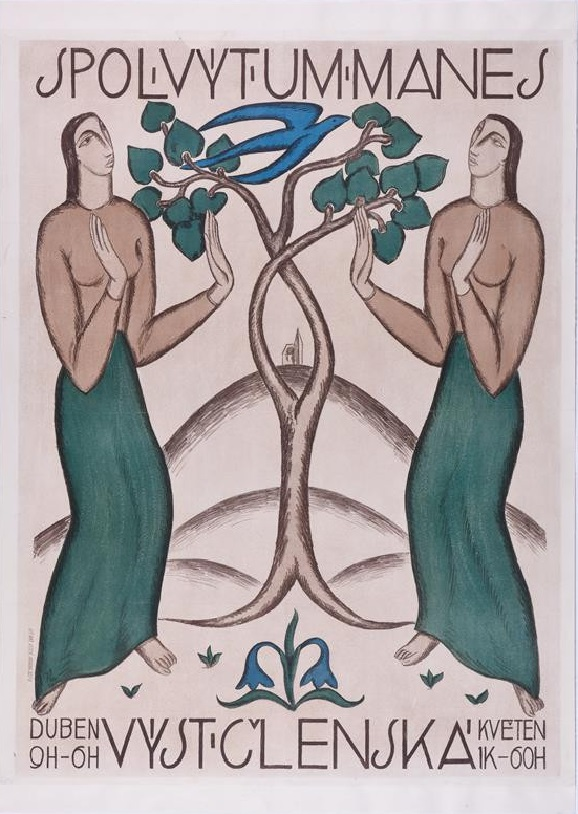
Oldřich Koníček Výstava SVU Mánes (1914)
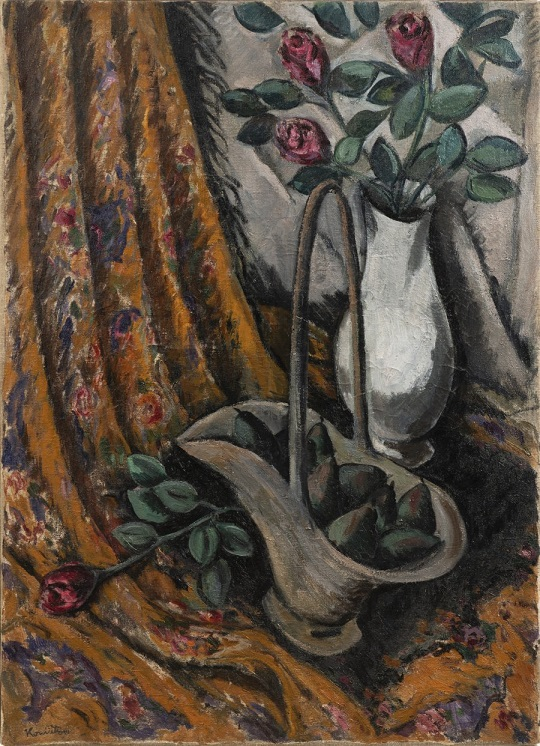
Oldřich Koníček Zátiší s růžemi (1914)
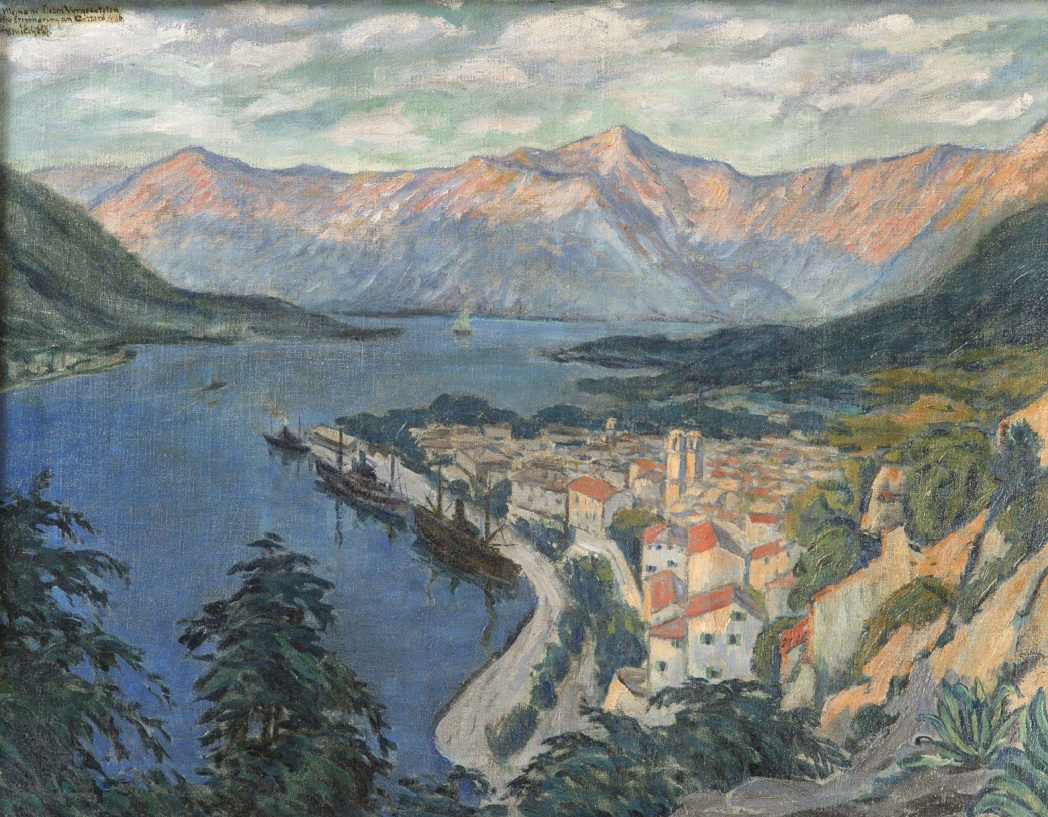
Oldřich Koníček Pohled na Boku Kotorskou (1916)
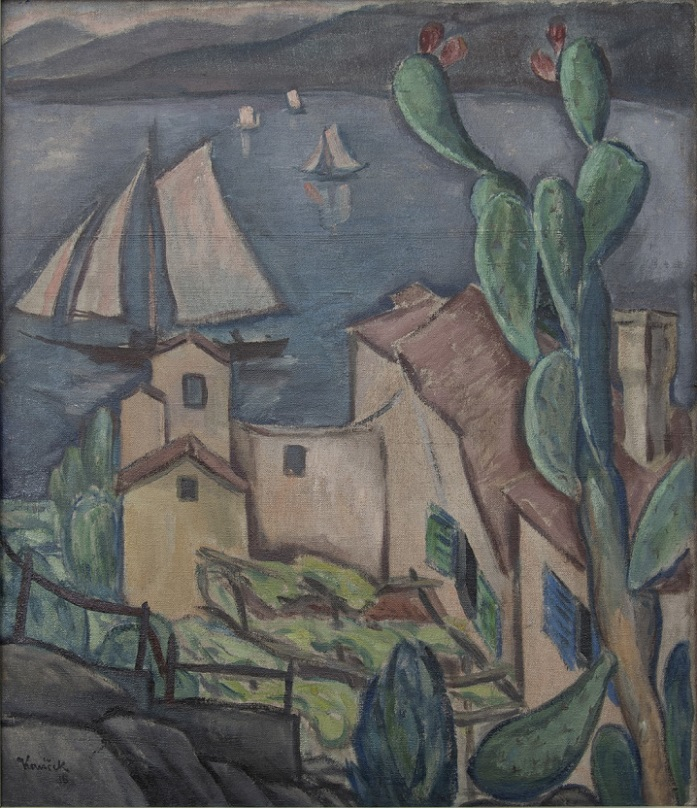
Oldřich Koníček Vyhlídka z mé kanceláře (1916)
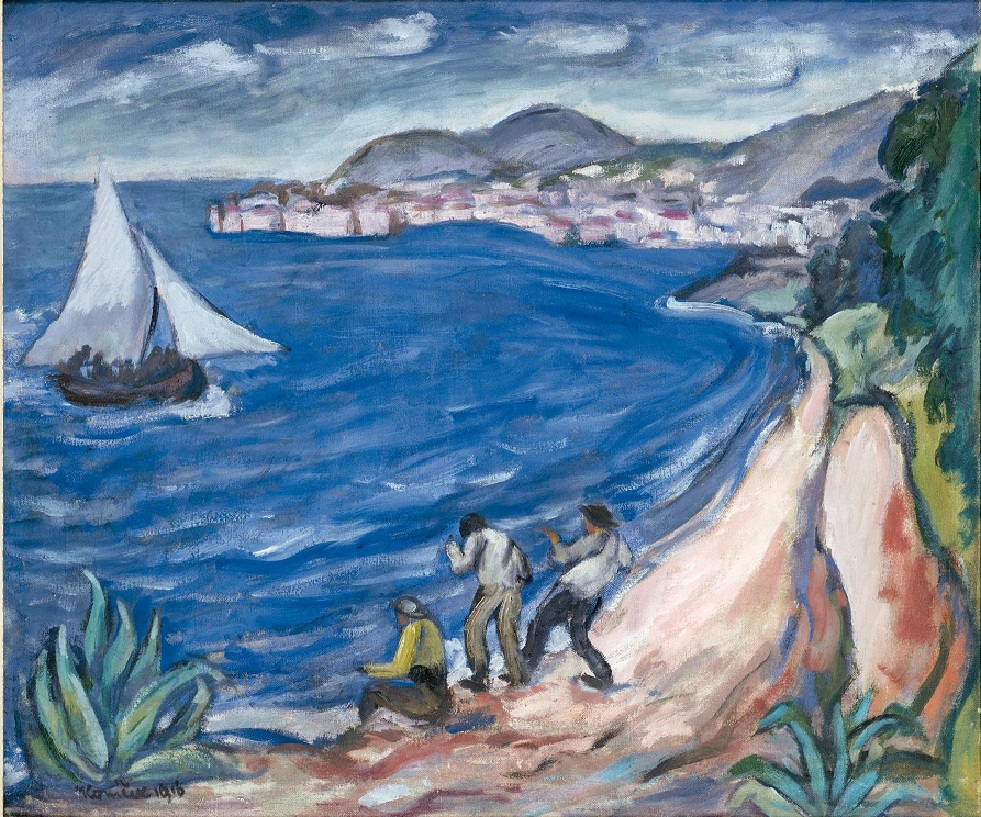
Oldřich Koníček Rybáři v zátoce (1916)
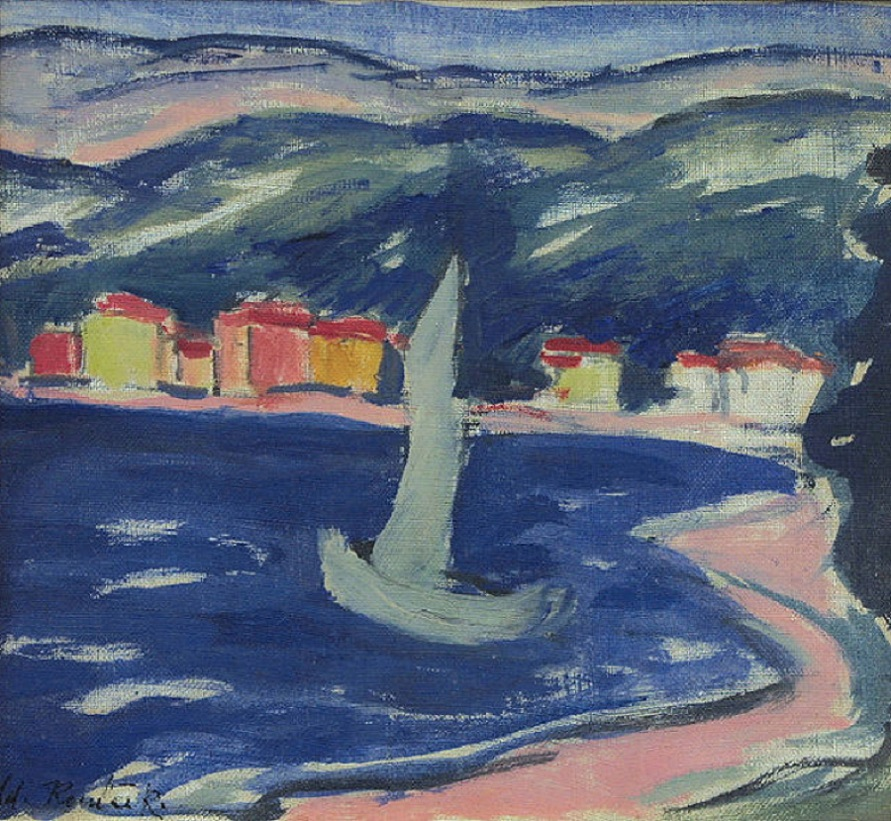
Oldřich Koníček Zátoka s plachetnicí (studie)
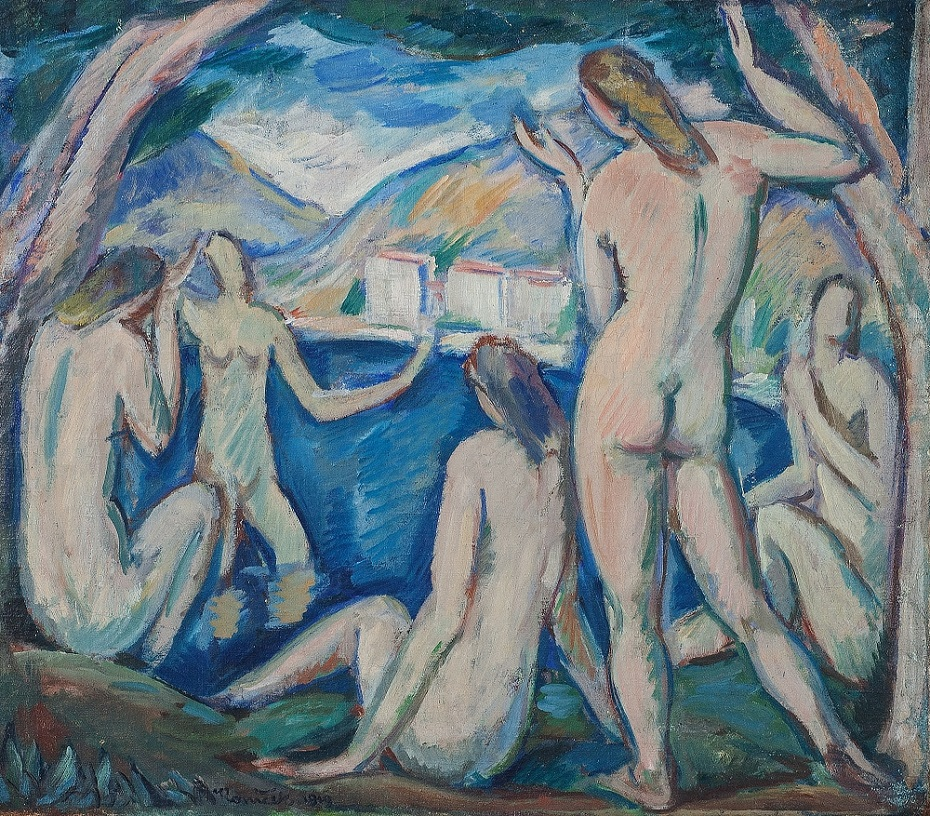
Oldřich Koníček Akty (1919)
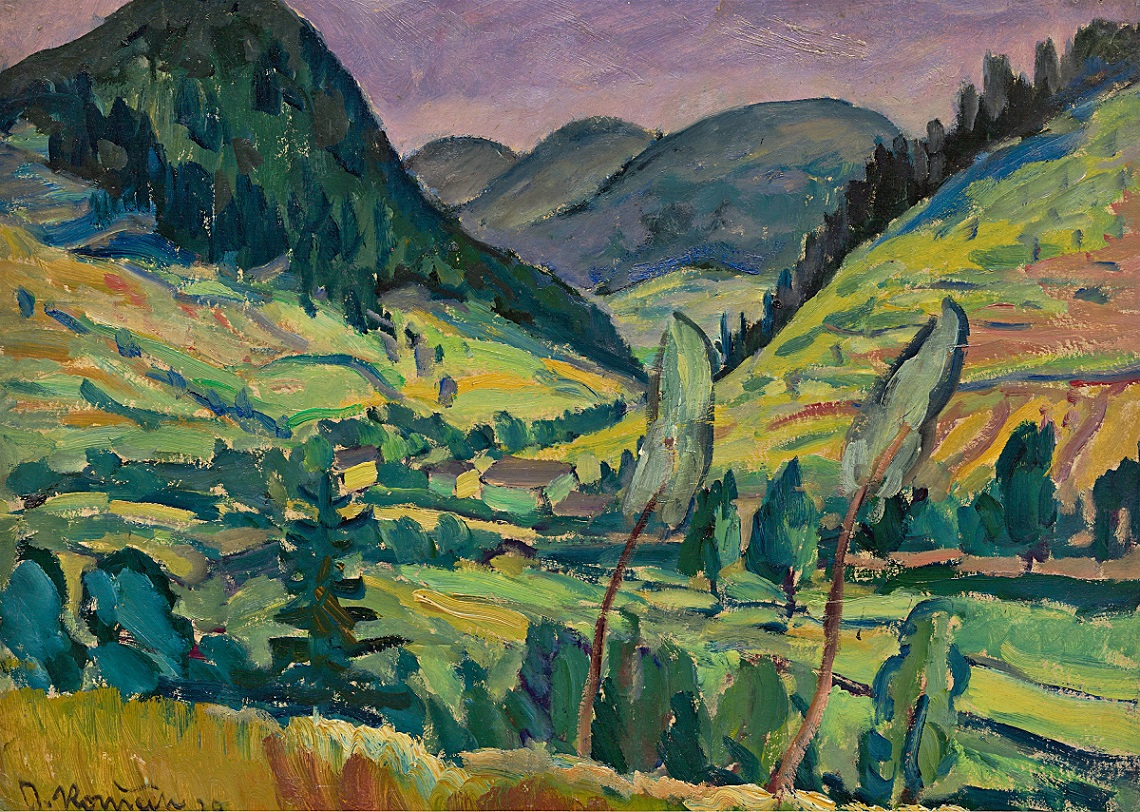
Oldřich Koníček Vrchy v Rajnochovicích (1920)
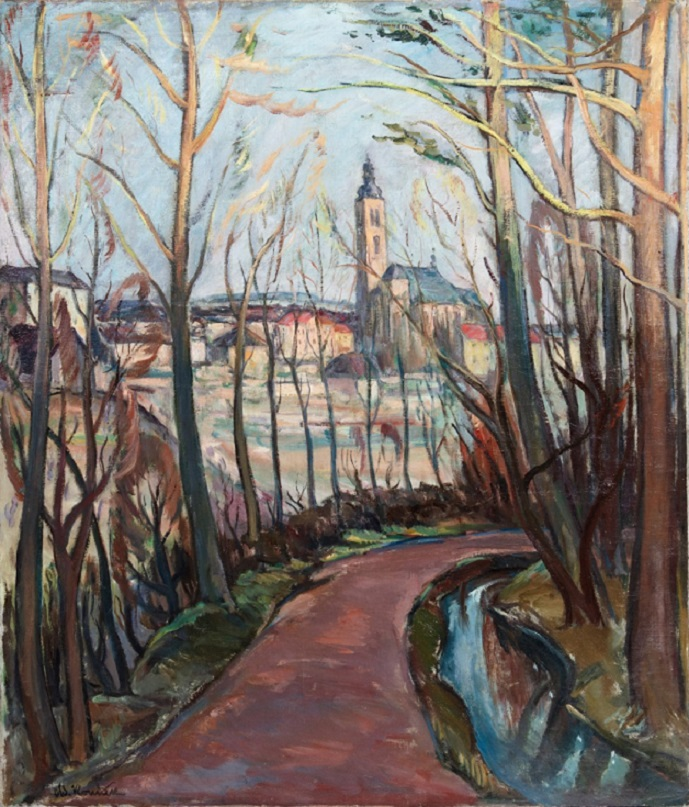
Oldřich Koníček Sv. Jakub z Páchu (1921)
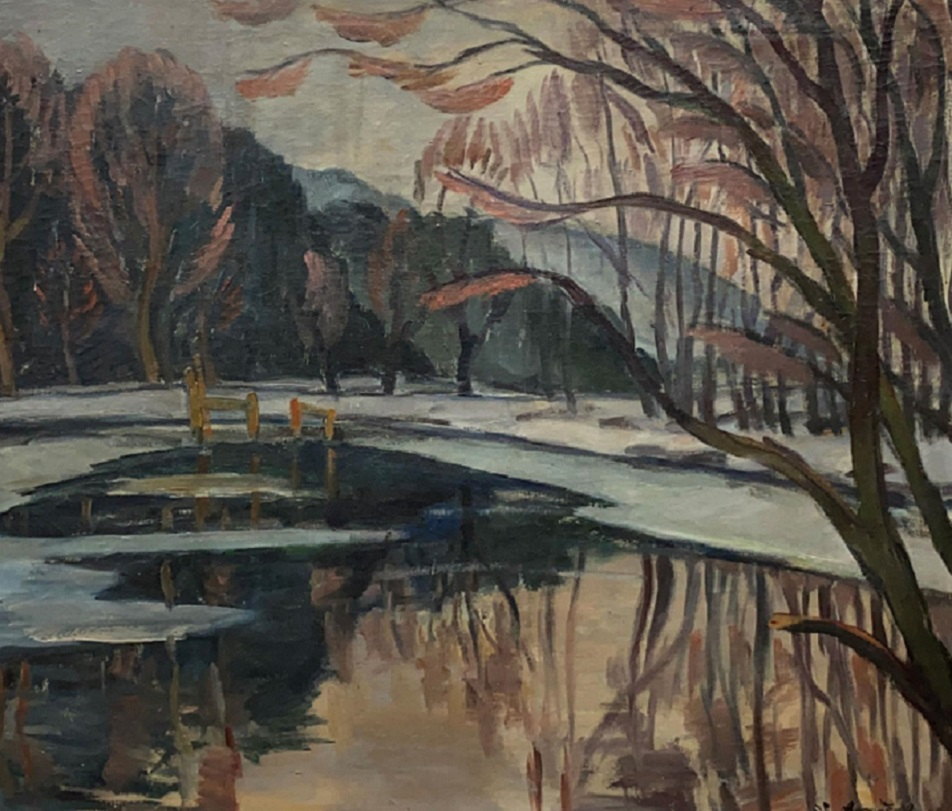
Oldřich Koníček Řeka v krajině
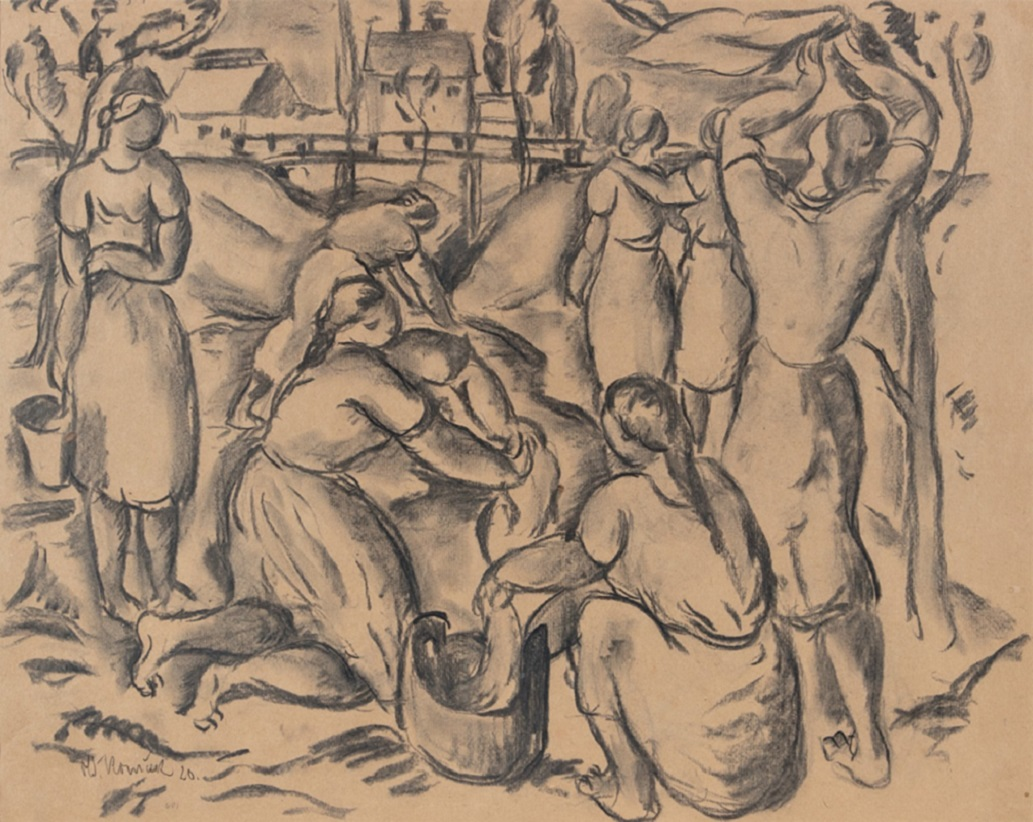
Oldřich Koníček Ženy (1920)
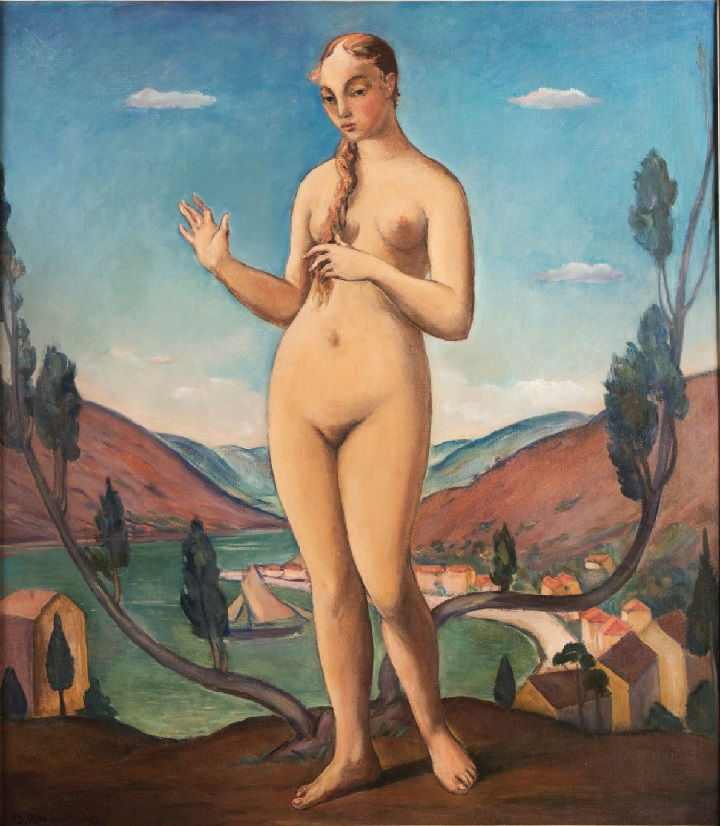
Oldřich Koníček Venuše - Boka Kotorská (1922)
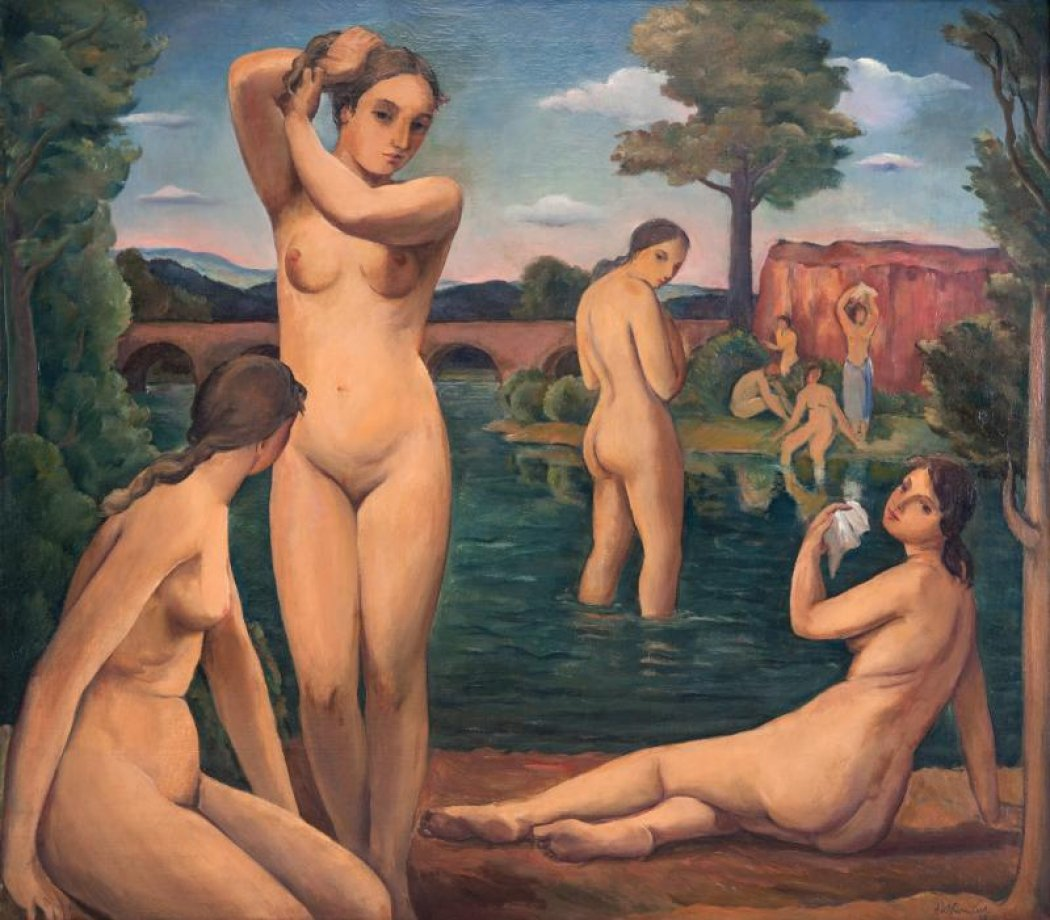
Oldřich Koníček Koupání (1923)
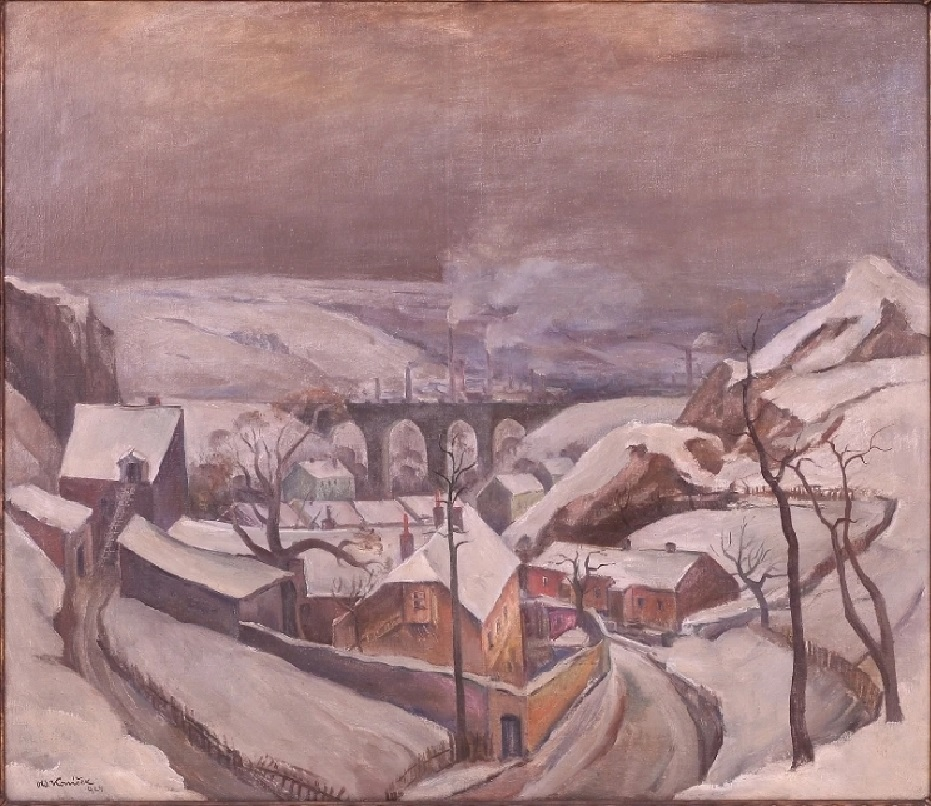
Oldřich Koníček Zima ve starých Hlubočepích (1924)
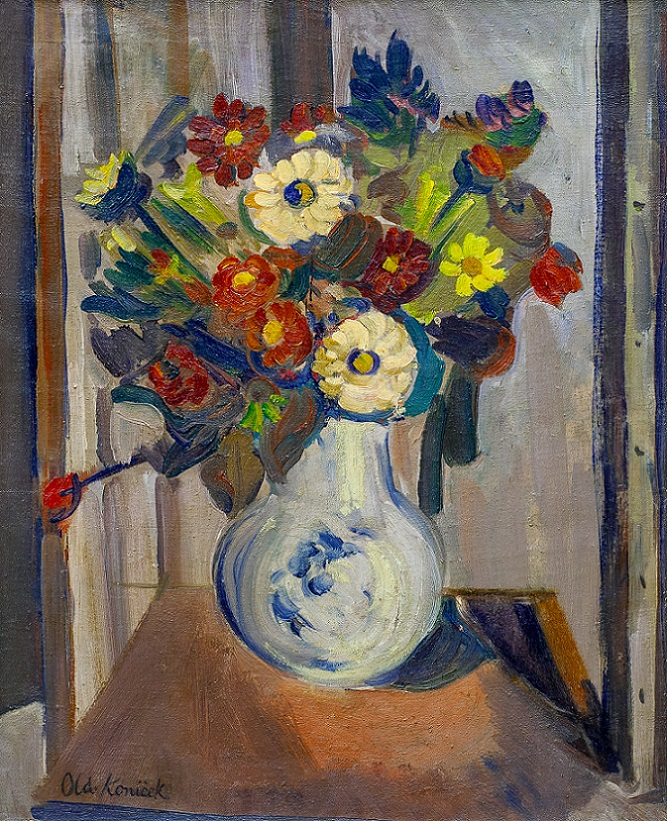
Oldřich Koníček Váza
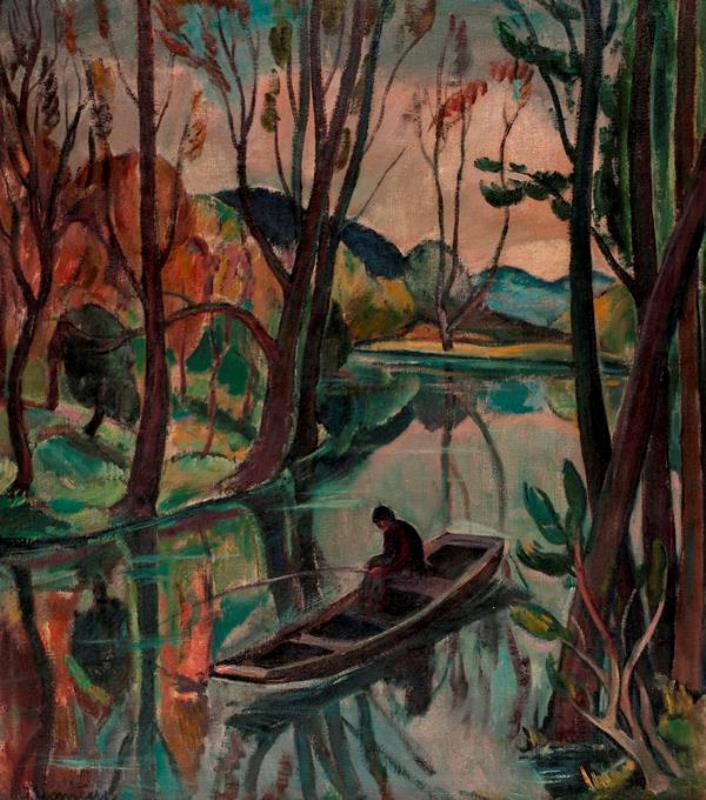
Oldřich Koníček Rybář na řece (1925)
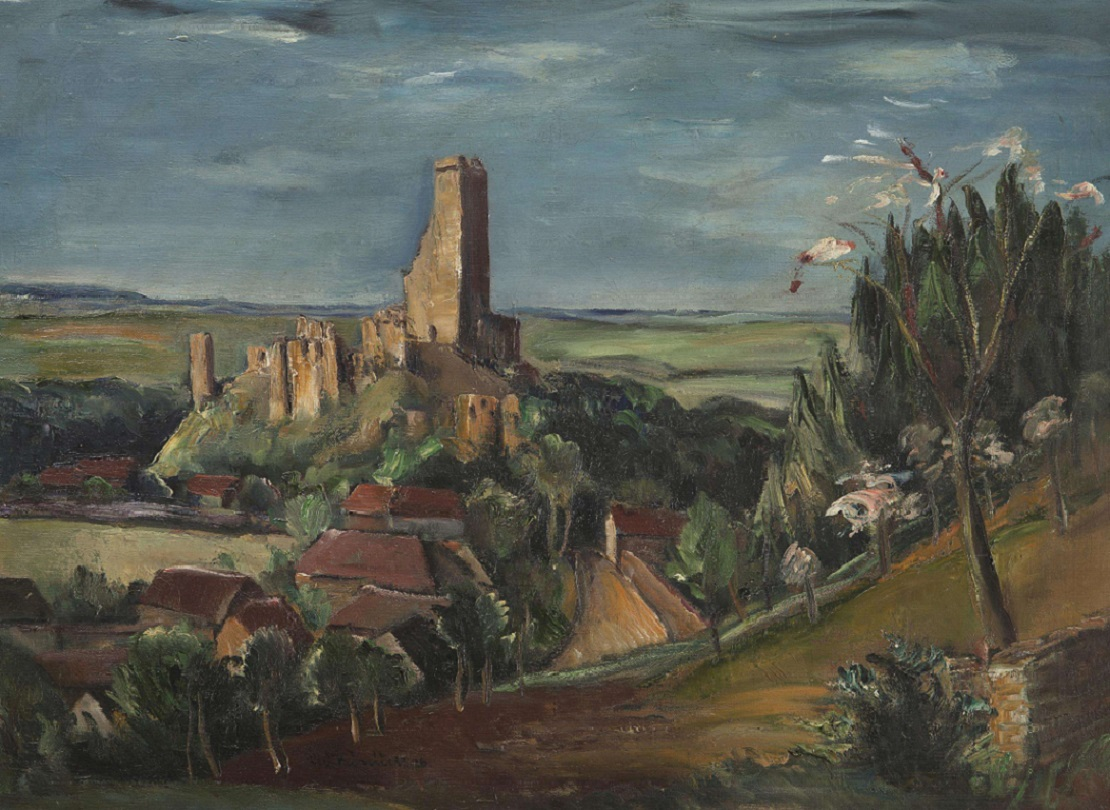
Oldřich Koníček Okoř (1926)
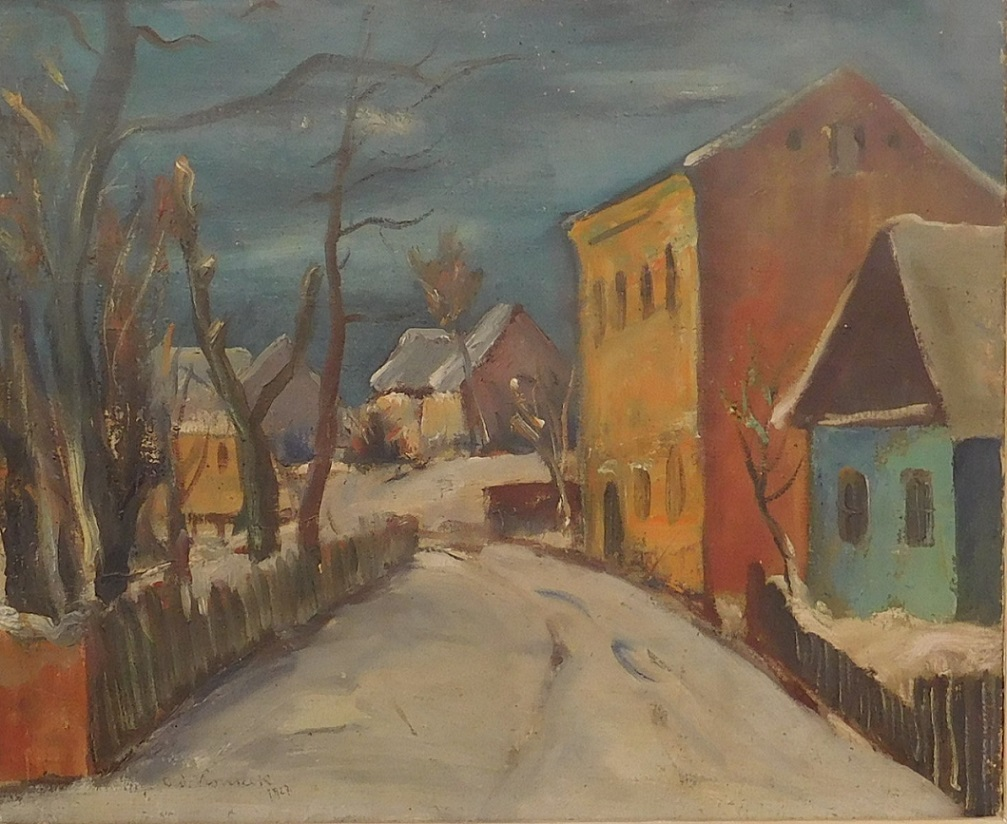
Oldřich Koníček Ulice  (1927)
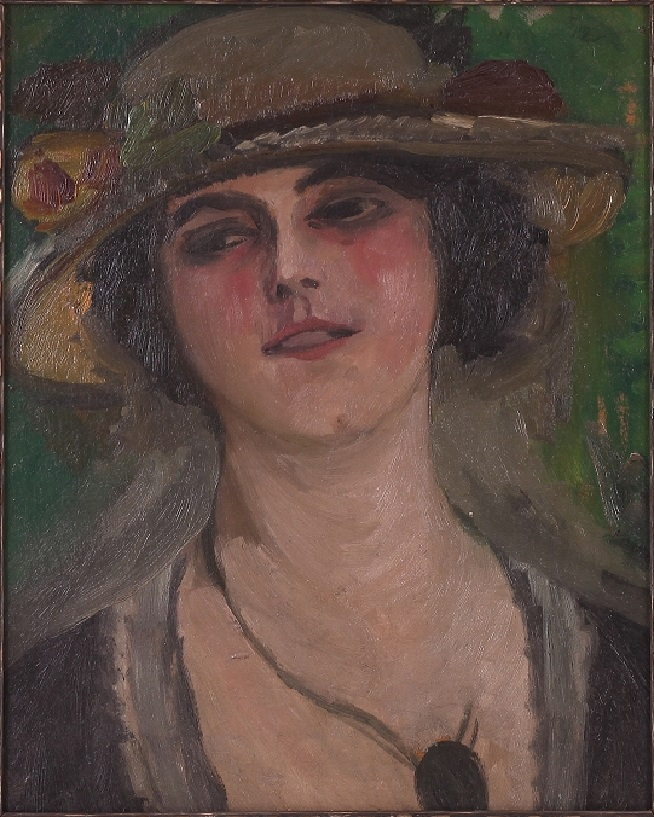
Oldřich Koníček Portrét dámy
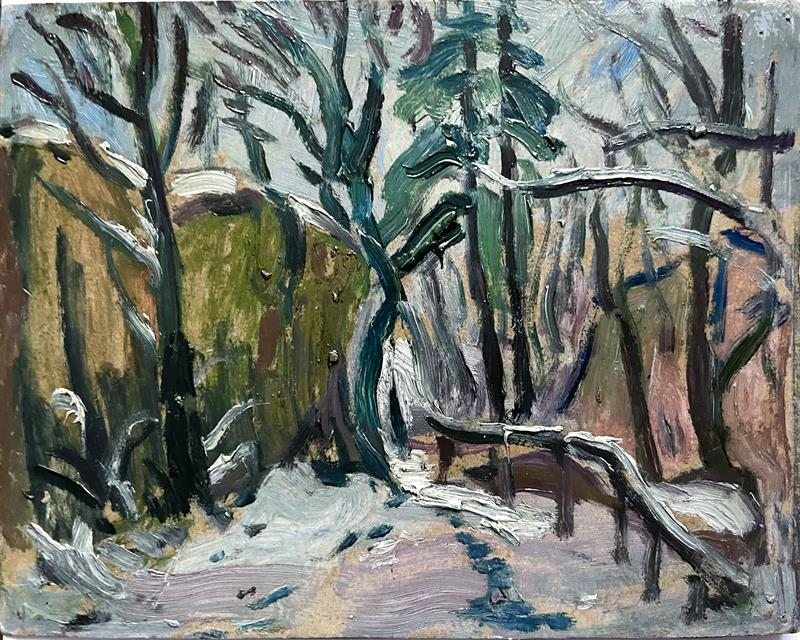
Oldřich Koníček Studie zimy
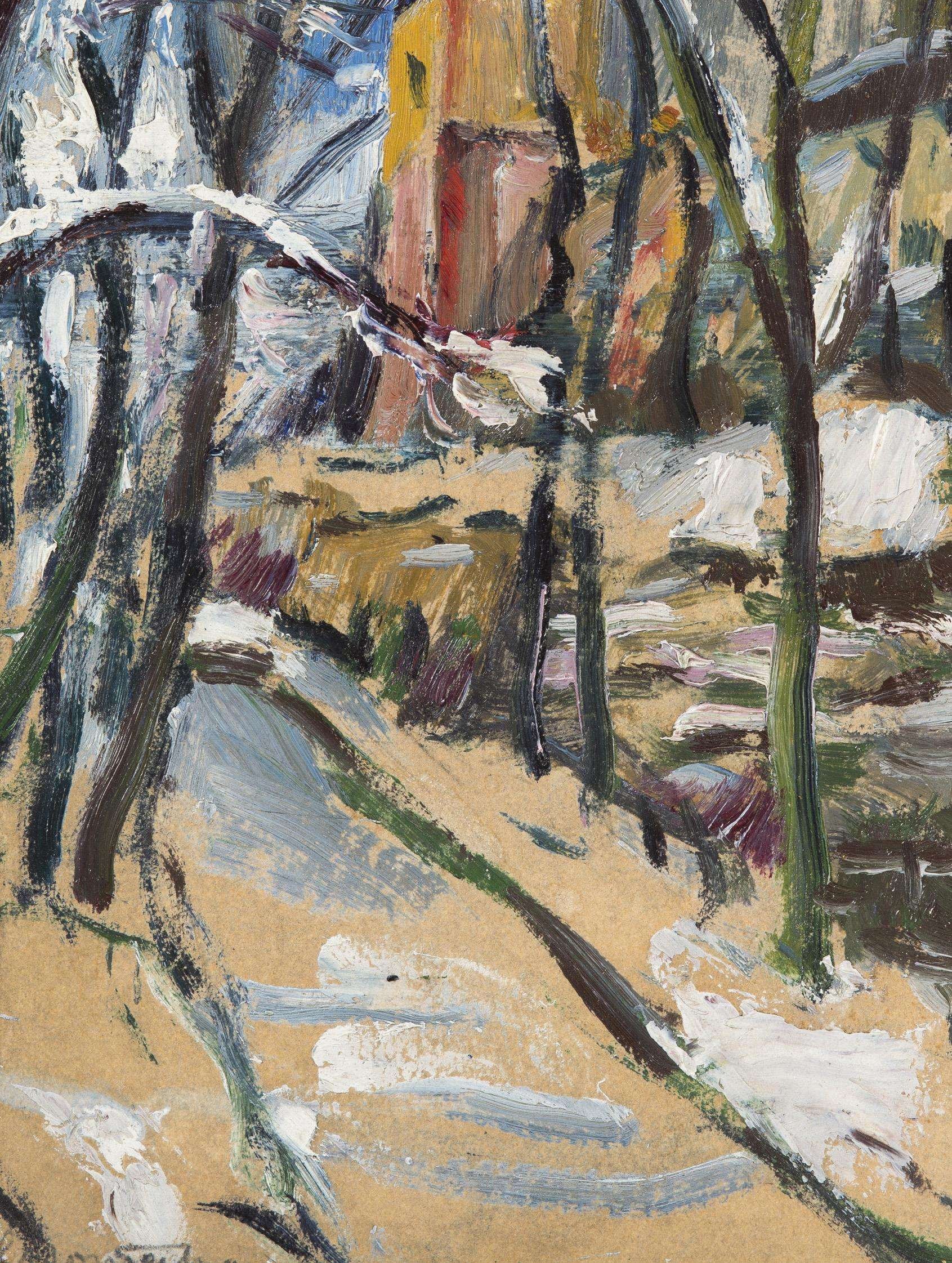
Oldřich Koníček Studie zimy II
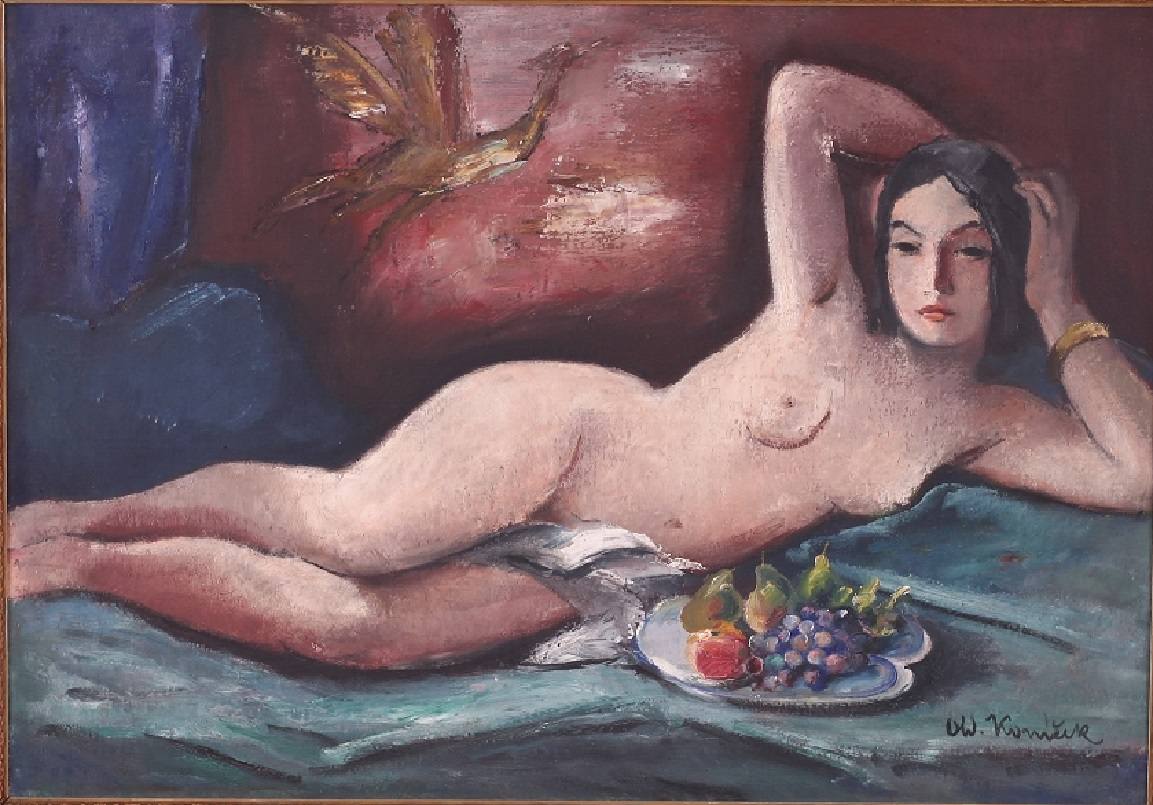
Oldřich Koníček Ležící akt
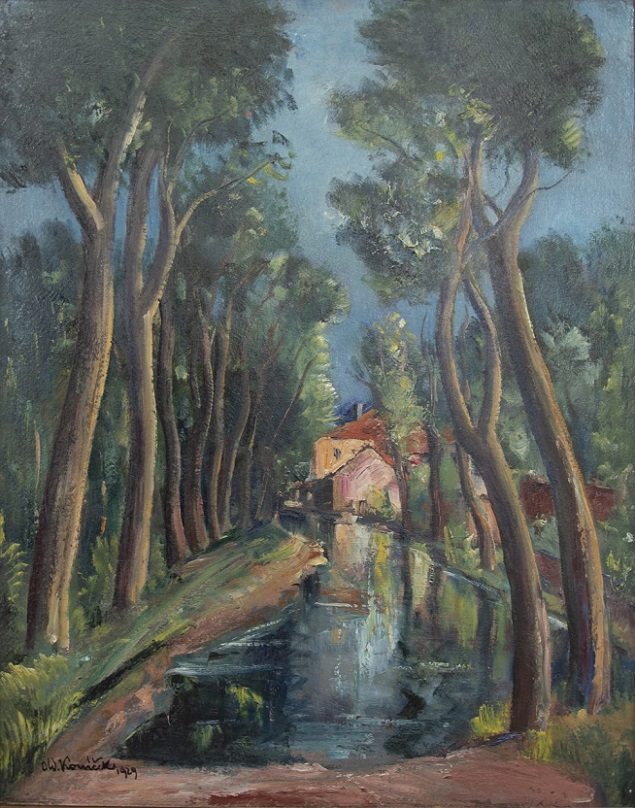
Oldřich Koníček Z Dobřichovic (1929)
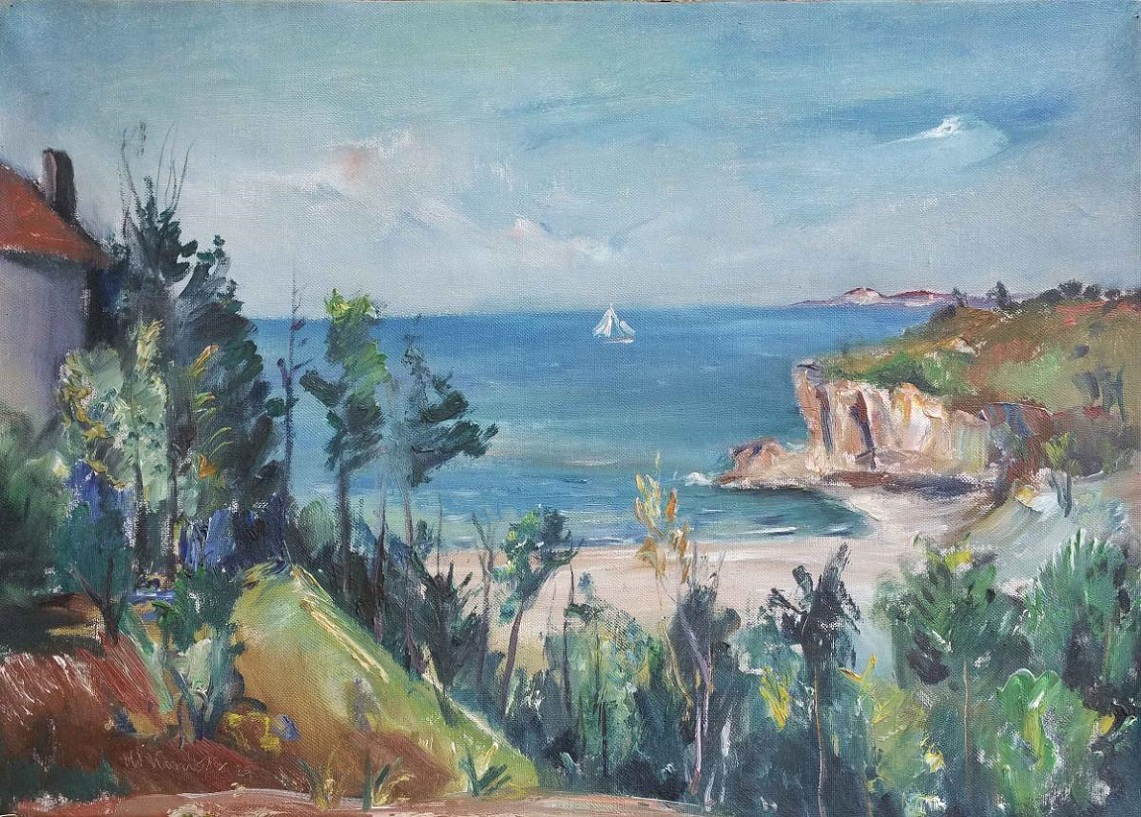
Oldřich Koníček Zátoka (1929)
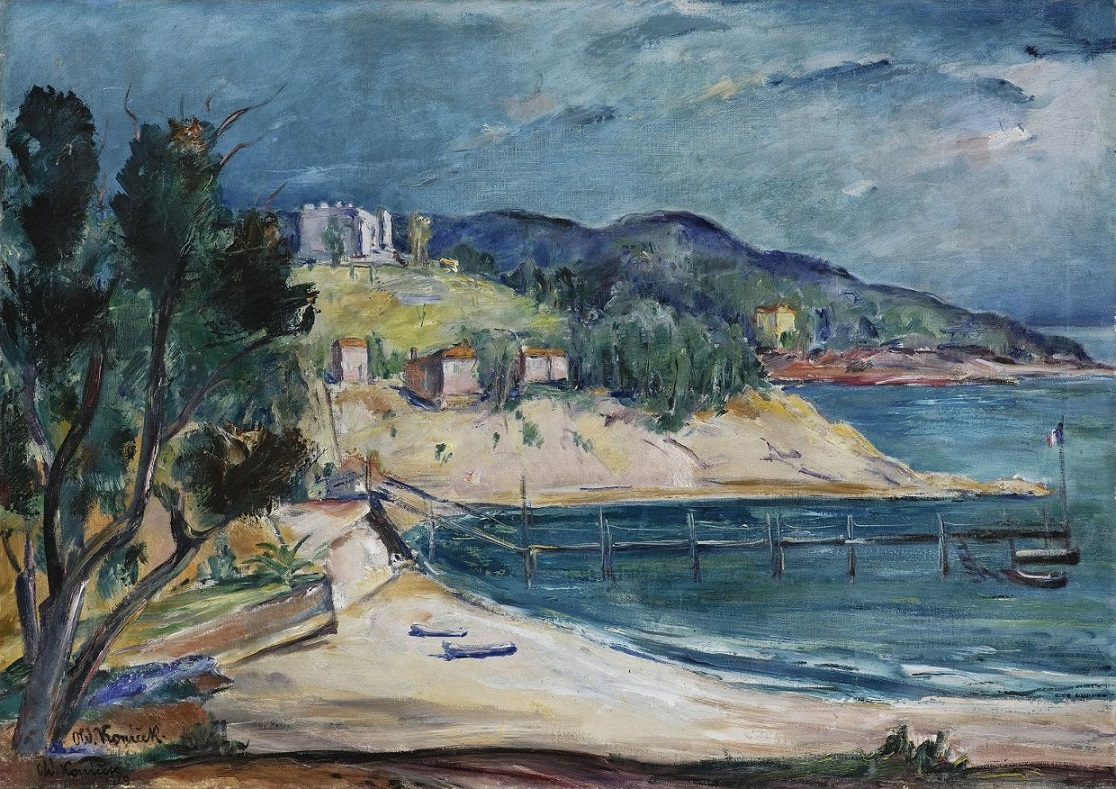
Oldřich Koníček Domky u Marseille (1929)
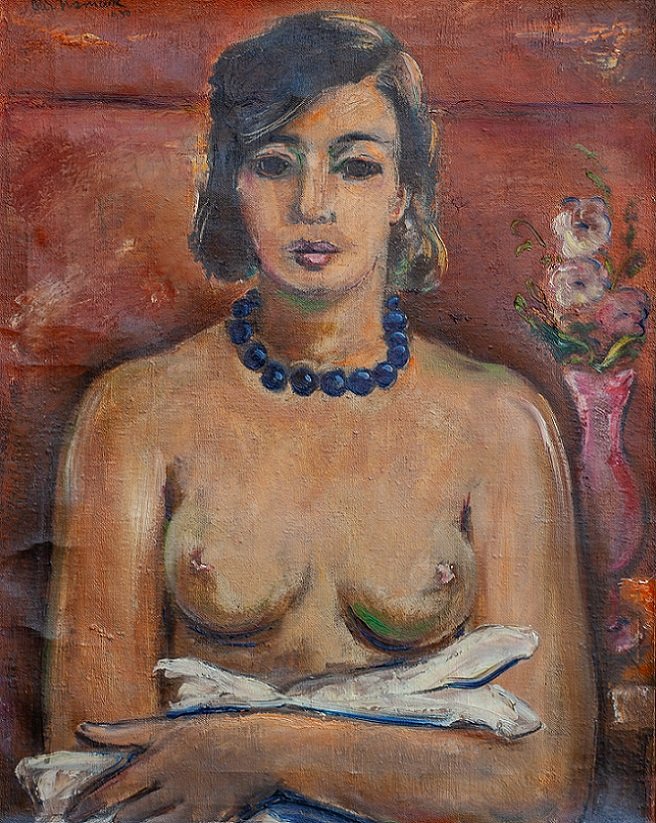
Oldřich Koníček Dívka s modrými korálky (1930)
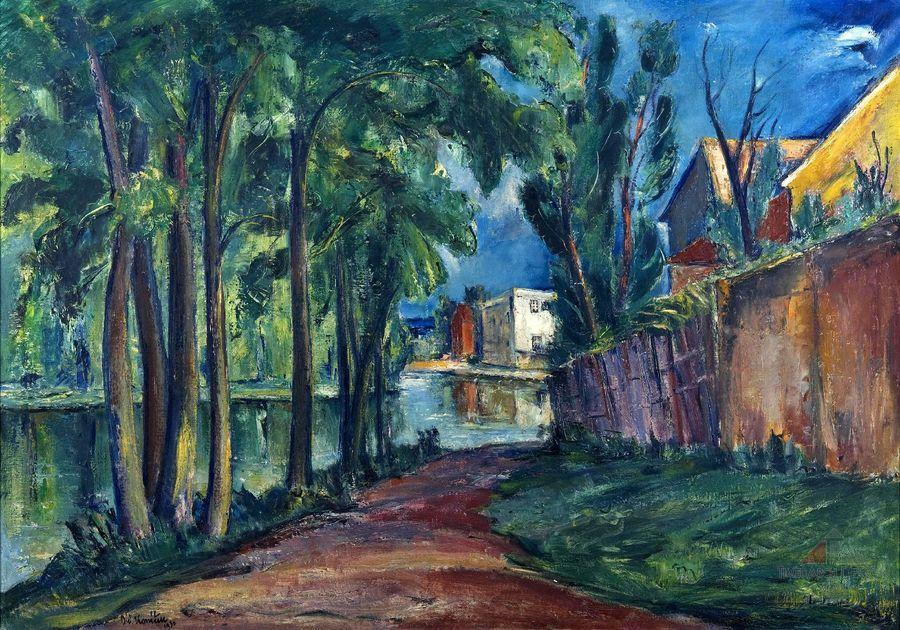
Oldřich Koníček Sány u Poděbrad (1930)
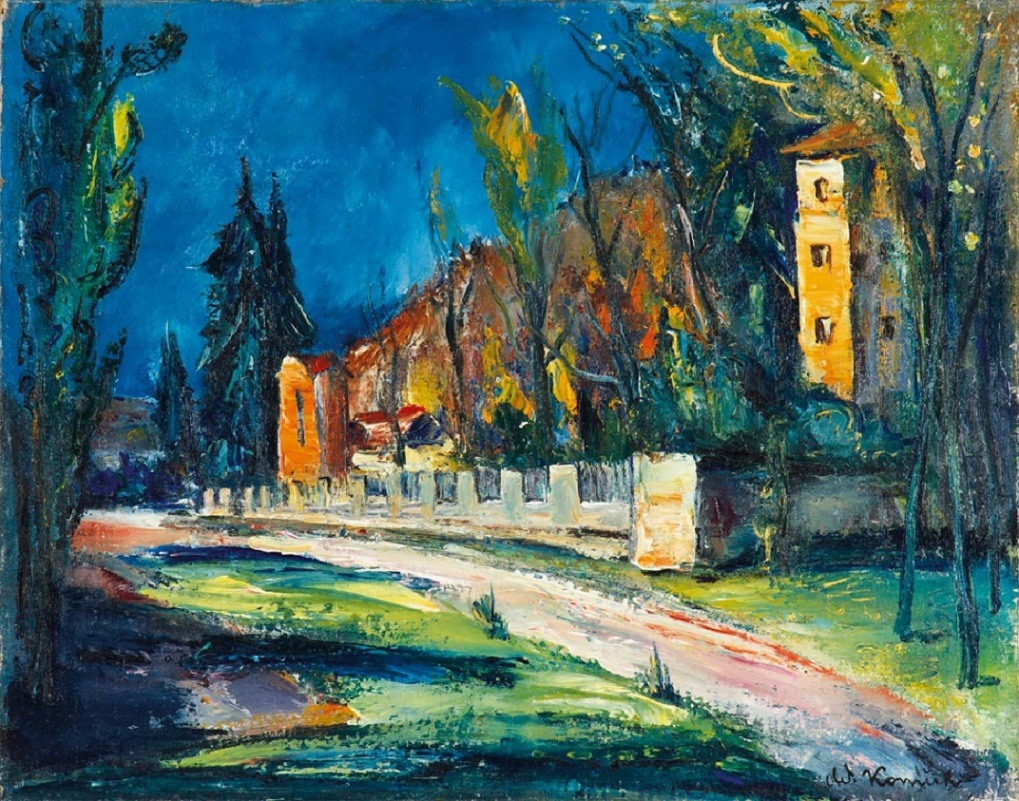
Oldřich Koníček Podzim na Závisti (1930)